# Tomislav Tanhofer
Tomislav Tanhofer (Osijek, 21. prosinca 1898. – Split, 21. lipnja 1971.) je bio hrvatski glumac i redatelj.

## Filmografija

### Televizijske uloge
- "Sedam Hamleta" (1967.)

### Filmske uloge
- "Anikina vremena" (1956.)
- "Sofka" kao Mita (1948.)
- "Lisinski" kao komentator (1944.)

## Vanjske poveznice
- Tomislav Tanhofer u internetskoj bazi filmova IMDb-u (engl.)